# Polusca
Polusca (llatí: Pollusca o Polusca grec antic: Πολούσκα) va ser una ciutat del Latium que apareix a la història de Roma connectada amb Longula i Corioli.
L'any 493 aC Pòstum Comini Aurunc va sotmetre les tres ciutats i el 488 aC les tres van ser recuperades pels volscs dirigits per Coriolà, segons Titus Livi.
No se'n torna a parlar més i apareix únicament a la llista de Plini el Vell on enumera les ciutats extintes del Latium. Com que el seu nom es troba entre les ciutats que oferien sacrificis al Mont Albà, se suposa que inicialment era una ciutat llatina que va passar als volscs, i era d'ells l'any 493 aC. Plini suposa que Longula i Corioli eren dels volscs i depenien d'Antium. Se suposa que correspon al lloc modern anomenat Casal della Mandria.